# Ihor Terechow

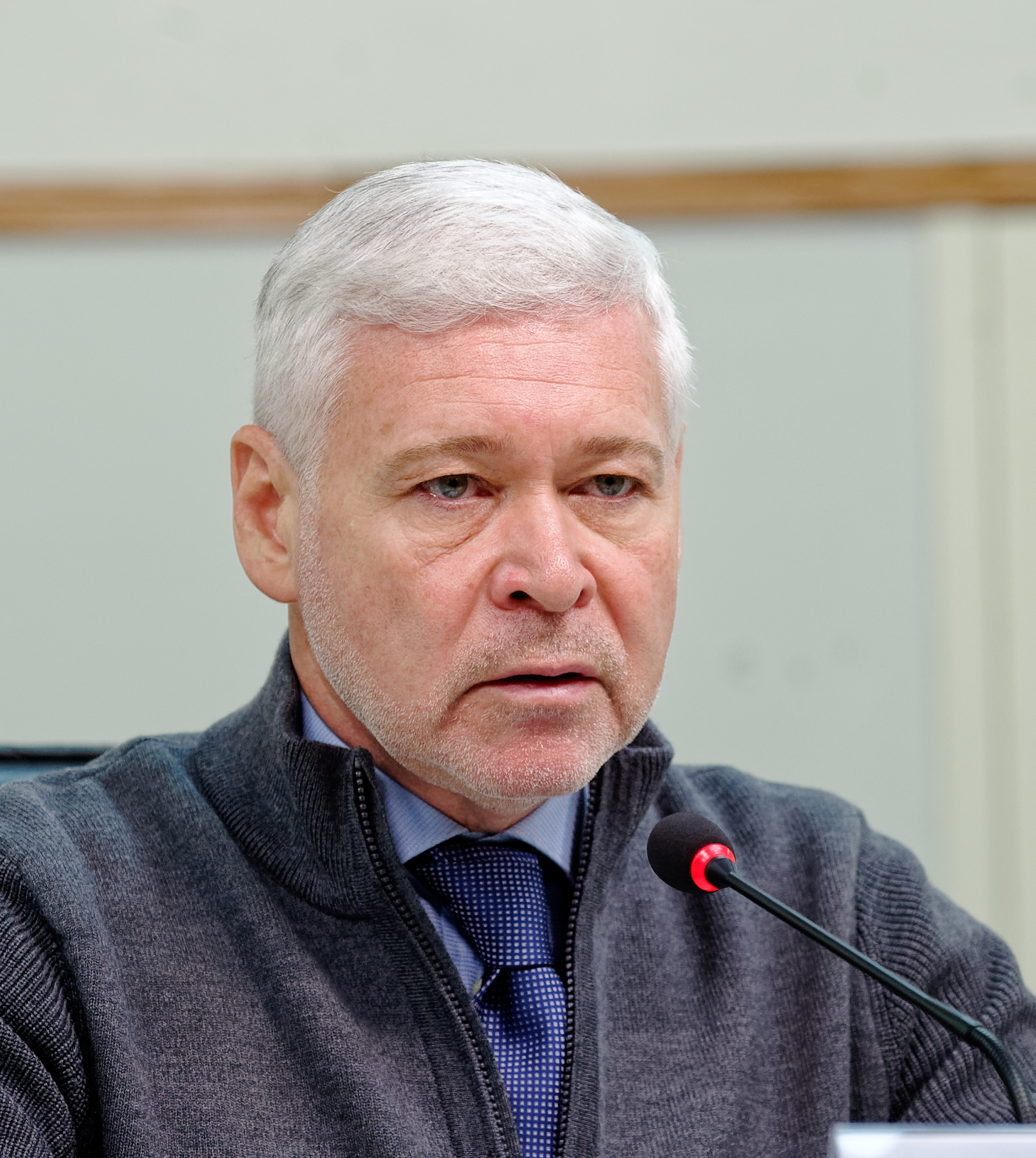
Ihor Terechow April 2020

Ihor Oleksandrowytsch Terechow (ukrainisch Ігор Олександрович Терехов; geb. 14. Januar 1967 in Charkiw) ist ein ukrainischer Politiker und seit dem 11. November 2021 Bürgermeister der Stadt Charkiw. Er übernahm das Bürgermeisteramt von Hennadij Kernes, der am 24. Dezember 2020 an den Folgen einer Infektion mit SARS-CoV-2 verstarb. Die vorgezogenen Neuwahlen, die am 31. Oktober 2021 stattfanden, gewann Terechow mit 50,66 % der Stimmen.
Die deutschsprachige Presse berichtete vor allem im Zusammenhang mit dem russischen Überfall auf die Ukraine 2022 über ihn.
Vor dem Hintergrund der seit 1990 bestehenden Städtepartnerschaft zwischen Charkiw und Nürnberg, hielt Terechow eine Ansprache bei der Sitzung des Stadtrats am 31. März 2022.

## Biografie
Terechow wurde am 14. Januar 1967 in Charkiw geboren.
Im Jahr 1990 schloss er sein Ingenieurstudium ab und blieb danach zunächst als wissenschaftlicher Mitarbeiter an der Universität. Bekannt wurde er zunächst durch die Leitung der Premjer-Liha des russischen Fußballs von 1992–93 und 1994–95. Von 1994 bis 1997 war Terechow beruflich in der Privatwirtschaft tätig.
Von 1999 bis 2006 arbeitete er als Beamter der Wirtschaftsabteilung der Stadtverwaltung von Charkiw. 2006 schloss er eine Ausbildung an der Nationalen Akademie für öffentliche Verwaltung ab.
2006 kandidierte er bei den ukrainischen Parlamentswahlen erfolglos für die Volksunion Unsere Ukraine. Im Jahr 2007 wurde er zum Stellvertretenden Leiter des Chefs der Verwaltung der Oblast Charkiw, Arsen Awakow, ernannt.
Im Jahr 2010 wurde Terechow Stellvertretender Bürgermeister, 2015 Erster Bürgermeister von Charkiw. Bei den lokalen Wahlen 2010 war er stellvertretenden Leiter der Oppositionsfraktion im Stadtrat von Charkiw.
Als Bürgermeister Kernes am 17. Dezember 2020 bei einem Aufenthalt in Berlin an den Folgen einer SARS-CoV-2-Infektion verstarb, übernahm Terechow dessen Aufgaben zunächst kommissarisch. Am 31. Oktober 2021 gewann er die vorgezogenen Neuwahlen und wurde auf einer außerordentlichen Sitzung des Stadtrats am 11. November 2021 als Bürgermeister von Charkiw vereidigt.
Terechow ist Träger des Titels „Honored Economist of Ukraine“.
Im März 2023 würdigte der ukrainischen Staatspräsident Wolodymyr Selenskyj Charkiw als „Heldenstadt der Ukraine“, weil sie in der Schlacht um Charkiw nicht von russischen Streitkräfte eingenommen werden konnte und übergab Terechow entsprechende Insignien.
Weil Terechow sein offizielles Facebookprofil auf Russisch führte, statt, wie es die Amtssprache und ein im Jahr 2019 erlassenes Gesetz verlangt, auf Ukrainisch, wurde Terechow mit einer Geldstrafe belegt. Terechow stellte schließlich sein Profil auf Ukrainisch um.